# Nonna trovami una moglie
Nonna trovami una moglie (Zack and Reba) è un film del 1998 diretto da Nicole Bettauer.

## Trama
Una settimana prima del matrimonio, Reba lascia il suo fidanzato, portandolo involontariamente a suicidarsi. Devastata dal senso di colpa, Reba parte per la sua città natale, Spooner. Lì incontra Beulah e suo nipote Zack, in lutto e ancora innamorato della moglie morta. Beulah inizia a "tramare" per unire questi due giovani attraenti e confusi.